# Мухин, Владимир Михайлович
Владимир Михайлович Мухин (1897—1957) — генерал-майор Советской Армии, участник Первой мировой, Гражданской и Великой Отечественной войн.

## Биография
Владимир Михайлович Мухин родился 25 марта 1897 года в городе Саранске (ныне — Республика Мордовия). В 1915 году был мобилизован на службу в Российскую императорскую армию. В 1916 году окончил Московскую школу прапорщиков. Участвовал в боях Первой мировой войны. В феврале 1918 года поступил на службу в Рабоче-Крестьянскую Красную Армию. В годы Гражданской войны участвовал в боевых действиях, будучи командиром роты 1-го отдельного Иваново-Вознесенского полка, помощником командира отряда при штабе 4-й армии, командиром 220-го стрелкового полка.
После окончательного разгрома белых войск Мухин служил на Украине, командовал различными пограничными и стрелковыми полками. С 1931-1933 годах являлся помощником командира 9-й Донской стрелковой дивизии Северо-Кавказского военного округа. В марте 1933 года занял должность помощника командира 50-й стрелковой дивизии Московского военного округа. 28 февраля 1934 года Мухин был назначен комендантом 111-го Шуфанского укреплённого района.
В октябре 1937 года Мухин был арестован органами НКВД СССР. Спустя два года он был освобождён из заключения, возбуждённое против него дело было прекращено. С ноября 1939 года он находился на преподавательской работе в Военной академии Рабоче-Крестьянской Красной Армии имени М. В. Фрунзе. Первоначально был старшим преподавателем кафедры общей тактики. 
В годы Великой Отечественной войны оставался в Москве, был исполняющим должность, затем начальником 1-го и 2-го курсов академии. 
В 1947 году возглавил курс заочного обучения. В апреле 1949 года вышел в отставку. Умер 18 августа 1957 года, похоронен на Новодевичьем кладбище Москвы.

## Награды
- Орден Ленина (21 февраля 1945 года);
- 2 ордена Красного Знамени (3 ноября 1944 года, 24 июня 1948 года);
- Орден Красной Звезды (16 августа 1936 года);
- Медали «За оборону Москвы», «За Победу над Германией» и другие медали.